# Rocket (Goldfrapp)
Rocket è un brano musicale synthpop del gruppo musicale britannico Goldfrapp, pubblicato come singolo dalla Mute Records l'8 marzo 2010, come primo estratto dall'album Head First.
La canzone è stata scritta e prodotta da Alison Goldfrapp e Will Gregory, insieme al produttore Pascal Gabriel.
Il video musicale prodotto per Rocket è stato diretto da Kim Gehrig, e vede Alison Goldfrapp alla guida di un camion che trasporta un enorme missile rosa, mentre al suo fianco nella cabina di guida c'è un uomo completamente ingessato, salvo che per gli occhi. Il video si conclude con l'uomo legato al missile, che viene spedito in orbita.

## Tracce
UK CD single
1. Rocket – 3:51
2. Rocket (Tiësto Remix) – 6:57
3. Rocket (Richard X One Zero Remix) – 7:00
4. Rocket (Penguin Prison Remix) – 6:37
5. Rocket (Grum Remix) – 6:45

UK iTunes single
1. Rocket – 3:51
2. Rocket (Tiësto Remix) – 6:54
3. Rocket (Richard X Eight Four Remix) – 6:57
4. Rocket (Penguin Prison Remix) – 6:35
5. Rocket (Grum Remix) – 6:43

## Classifiche
| Classifica (2010)                   | Posizione più alta |
| ----------------------------------- | ------------------ |
| Austria                             | 38                 |
| Belgio (Fiandre)                    | 19                 |
| Belgio (Vallonia)                   | 25                 |
| Europa                              | 50                 |
| Germania                            | 32                 |
| Irlanda                             | 36                 |
| Italia                              | 19                 |
| Slovacchia                          | 30                 |
| Svizzera                            | 50                 |
| Regno Unito                         | 47                 |
| U.S. Billboard Hot Dance Club Songs | 3                  |